# Gordon Thomson (remero)
Gordon Lindsay Thomson (Wandsworth, 27 de marzo de 1884-Staplehurst, 6 de julio de 1953) fue un deportista británico que compitió en remo. Participó en los Juegos Olímpicos de Londres 1908, obteniendo dos medallas, oro en la prueba de dos sin timonel y plata en cuatro sin timonel.

## Palmarés internacional
| Juegos Olímpicos | Juegos Olímpicos      | Juegos Olímpicos | Juegos Olímpicos   |
| Año              | Lugar                 | Medalla          | Prueba             |
| ---------------- | --------------------- | ---------------- | ------------------ |
| 1908             | Londres (Reino Unido) | Medalla de oro   | Dos sin timonel    |
| 1908             | Londres (Reino Unido) | Medalla de plata | Cuatro sin timonel |